# اچ‌آر ۴۷۹۶
اچ‌آر ۴۷۹۶ یک ستاره است که در صورت فلکی قنطورس قرار دارد.